# Las Vegas Lights
Die Las Vegas Lights (voller Name Las Vegas Lights Football Club) sind ein US-amerikanisches Fußball-Franchise der USL Championship aus Las Vegas, Nevada.

## Geschichte
Gegründet wurde das Franchise, die Las Vegas Soccer LLC, am 3. April 2017 von Brett Lashbrook und seiner Familie. Am 11. August 2017 gab die United Soccer League bekannt, dass die Las Vegas Lights ab der Saison 2018 in die Liga eintreten werden. Im September 2017 setzte sich in einer Abstimmung der Teamname Las Vegas Lights Football Club, kurz die Las Vegas Lights, durch.
Die Mannschaft trägt ihre Heimspiele im Cashman Field aus. Als erster Trainer wurde am 13. November 2017 zunächst José Luis Sánchez Solá vorgestellt. Am 14. März 2018 wurde Sánchez Solá zum technischen Direktor, der bisherige Co-Trainer Isidro Sánchez zum Cheftrainer befördert. Die prominenteste Spielerverpflichtung war die des ehemaligen US-Nationalspielers Freddy Adu sowie die des ehemaligen japanischen Nationalspielers Daigo Kobayashi. Im ersten Pflichtspiel der Franchisegeschichte am ersten Spieltag der USL wurde mit 3:2 gegen den FC Fresno gewonnen; erster Pflichtspieltorschütze war Matt Thomas.

## Personal

### Aktueller Profikader
Stand: 23. Februar 2024
| Nr. |                         | Position | Name             |
| --- | ----------------------- | -------- | ---------------- |
| 1   | Schweiz                 | TW       | Nicholas Ammeter |
| 3   | Vereinigte Staaten      | AB       | Zach Carroll     |
| 7   | Vereinigte Staaten      | MF       | Issa Rayyan      |
| 10  | Vereinigte Staaten      | MF       | Justin Ingram    |
| 10  | Dominikanische Republik | ST       | Edison Azcona    |
| 11  | Vereinigte Staaten      | ST       | Azriel González  |
| 12  | Vereinigte Staaten      | AB       | Tyler Bagley     |
| 15  | Dominikanische Republik | ST       | Riki Alba        |
| 20  | Ghana                   | ST       | Eric Oteng       |
| 21  | Montenegro              | AB       | Emrah Klimenta   |
| 22  | Vereinigte Staaten      | AB       | Joe Hafferty     |
| 24  | Vereinigte Staaten      | AB       | Zach Attard      |

| Nr. |                    | Position | Name              |
| --- | ------------------ | -------- | ----------------- |
| 30  | Vereinigte Staaten | ST       | Andrew Carleton   |
| 45  | Argentinien        | ST       | Emmanuel Ledesma  |
| 56  | Vereinigte Staaten | AB       | Mauricio Camarena |
| 99  | Vereinigte Staaten | TW       | Marco Zuniga      |
|     | Vereinigte Staaten | AB       | Joe Gyau          |
|     | England            | MF       | Charlie Adams     |
|     | Vereinigte Staaten | TW       | Austin Wormell    |
|     | Vereinigte Staaten | ST       | Coleman Gannon    |
|     | Mexiko             | MF       | Christian Pinzón  |
|     | Vereinigte Staaten | AB       | Aldo Carmona      |
|     | Vereinigte Staaten | ST       | Leo Rodriguez     |

### Trainerhistorie
- 2017–2018:  José Luis Sánchez Solá
- 20180000:  Isidro Sánchez
- 2018–2020:  Eric Wynalda
- 20200000:  Frank Yallop
- 20210000:  Steven Cherundolo
- 20220000:  Enrique Duran

### Bekannte Spieler
- Freddy Adu
- Daigo Kobayashi